# Liste des planètes mineures non numérotées découvertes entre le 1er et le 15 septembre 2019
Pour un article plus général, voir Liste des planètes mineures non numérotées découvertes en 2019.
Pour un article plus général, voir Liste des planètes mineures.
Cet article dresse la liste des planètes mineures (astéroïdes, centaures, objets transneptuniens et assimilés) non numérotées découvertes en septembre 2019 dans l'ordre de leur découverte.
Au 15 janvier 2025, 661 077 des 1 434 993 planètes mineures répertoriées par le Centre des planètes mineures ne sont pas encore numérotées, soit 46,07 %.

## Rappel concernant la désignation provisoire
La désignation provisoire indique l'ordre de découverte de ces objets. En effet, cette désignation est composée de l'année de découverte (par exemple 2019) suivie de la quinzaine (demi-mois) de découverte (p.e. A = 1-15 janvier) puis de l'ordre de découverte dans cette quinzaine. Cet ordre est indiqué par une lettre et éventuellement un chiffre comme suit : A pour la première découverte, B pour la deuxième, ..., Z pour la 25e (le I n'est pas utilisé pour éviter la confusion avec 1), A1 pour la 26e, B1 pour la 27e, etc. , Z1 pour la 50e, A2 pour la 51e, B2 pour la 52e, etc. L'ordre de la numérotation ne suit donc pas l'ordre alphanumérique. 2019 AA1 suit ainsi 2019 AZ et précède 2019 AB1.

## Du1erau 15 septembre 2019
- 2019 RA
- 2019 RB
- 2019 RC
- 2019 RD
- 2019 RE
- 2019 RF
- 2019 RG
- 2019 RH
- 2019 RJ
- 2019 RK
- 2019 RL
- 2019 RM
- 2019 RP
- 2019 RQ
- 2019 RS
- 2019 RT
- 2019 RU
- 2019 RV
- 2019 RW
- 2019 RX
- 2019 RY
- 2019 RZ
- 2019 RA1
- 2019 RB1
- 2019 RC1
- 2019 RD1
- 2019 RE1
- 2019 RF1
- 2019 RG1
- 2019 RH1
- 2019 RJ1
- 2019 RK1
- 2019 RL1
- 2019 RM1
- 2019 RN1
- 2019 RO1
- 2019 RP1
- 2019 RQ1
- 2019 RR1
- 2019 RS1
- 2019 RT1
- 2019 RU1
- 2019 RV1
- 2019 RW1
- 2019 RX1
- 2019 RY1
- 2019 RZ1
- 2019 RA2
- 2019 RB2
- 2019 RC2
- 2019 RD2
- 2019 RE2
- 2019 RF2
- 2019 RG2
- 2019 RH2
- 2019 RJ2
- 2019 RK2
- 2019 RL2
- 2019 RM2
- 2019 RN2
- 2019 RO2
- 2019 RP2
- 2019 RQ2
- 2019 RR2
- 2019 RS2
- 2019 RT2
- 2019 RU2
- 2019 RV2
- 2019 RW2
- 2019 RX2
- 2019 RY2
- 2019 RZ2
- 2019 RB3
- 2019 RC3
- 2019 RD3
- 2019 RE3
- 2019 RK3
- 2019 RL3
- 2019 RM3
- 2019 RN3
- 2019 RO3
- 2019 RQ3
- 2019 RR3
- 2019 RS3
- 2019 RT3
- 2019 RU3
- 2019 RV3
- 2019 RX3
- 2019 RY3
- 2019 RZ3
- 2019 RB4
- 2019 RE4
- 2019 RF4
- 2019 RG4
- 2019 RJ4
- 2019 RK4
- 2019 RL4
- 2019 RN4
- 2019 RO4
- 2019 RP4
- 2019 RU4
- 2019 RW4
- 2019 RX4
- 2019 RY4
- 2019 RZ4
- 2019 RB5
- 2019 RC5
- 2019 RD5
- 2019 RF5
- 2019 RG5
- 2019 RJ5
- 2019 RK5
- 2019 RM5
- 2019 RN5
- 2019 RP5
- 2019 RQ5
- 2019 RS5
- 2019 RT5
- 2019 RV5
- 2019 RW5
- 2019 RX5
- 2019 RZ5
- 2019 RA6
- 2019 RC6
- 2019 RD6
- 2019 RF6
- 2019 RG6
- 2019 RH6
- 2019 RJ6
- 2019 RK6
- 2019 RL6
- 2019 RM6
- 2019 RN6
- 2019 RP6
- 2019 RQ6
- 2019 RS6
- 2019 RT6
- 2019 RU6
- 2019 RW6
- 2019 RY6
- 2019 RZ6
- 2019 RA7
- 2019 RB7
- 2019 RC7
- 2019 RD7
- 2019 RF7
- 2019 RG7
- 2019 RJ7
- 2019 RK7
- 2019 RM7
- 2019 RN7
- 2019 RO7
- 2019 RP7
- 2019 RQ7
- 2019 RR7
- 2019 RS7
- 2019 RT7
- 2019 RV7
- 2019 RX7
- 2019 RY7
- 2019 RZ7
- 2019 RA8
- 2019 RB8
- 2019 RC8
- 2019 RD8
- 2019 RF8
- 2019 RG8
- 2019 RH8
- 2019 RJ8
- 2019 RK8
- 2019 RL8
- 2019 RM8
- 2019 RN8
- 2019 RO8
- 2019 RP8
- 2019 RQ8
- 2019 RS8
- 2019 RT8
- 2019 RU8
- 2019 RV8
- 2019 RX8
- 2019 RY8
- 2019 RZ8
- 2019 RA9
- 2019 RB9
- 2019 RC9
- 2019 RD9
- 2019 RE9
- 2019 RF9
- 2019 RH9
- 2019 RJ9
- 2019 RK9
- 2019 RL9
- 2019 RM9
- 2019 RN9
- 2019 RO9
- 2019 RP9
- 2019 RQ9
- 2019 RR9
- 2019 RS9
- 2019 RU9
- 2019 RV9
- 2019 RX9
- 2019 RZ9
- 2019 RA10
- 2019 RB10
- 2019 RC10
- 2019 RD10
- 2019 RE10
- 2019 RF10
- 2019 RG10
- 2019 RH10
- 2019 RK10
- 2019 RM10
- 2019 RN10
- 2019 RO10
- 2019 RP10
- 2019 RQ10
- 2019 RR10
- 2019 RS10
- 2019 RT10
- 2019 RU10
- 2019 RV10
- 2019 RW10
- 2019 RX10
- 2019 RY10
- 2019 RZ10
- 2019 RA11
- 2019 RB11
- 2019 RC11
- 2019 RD11
- 2019 RE11
- 2019 RF11
- 2019 RG11
- 2019 RJ11
- 2019 RK11
- 2019 RM11
- 2019 RO11
- 2019 RP11
- 2019 RQ11
- 2019 RR11
- 2019 RS11
- 2019 RT11
- 2019 RU11
- 2019 RV11
- 2019 RW11
- 2019 RX11
- 2019 RY11
- 2019 RZ11
- 2019 RA12
- 2019 RC12
- 2019 RD12
- 2019 RE12
- 2019 RF12
- 2019 RG12
- 2019 RJ12
- 2019 RK12
- 2019 RL12
- 2019 RM12
- 2019 RN12
- 2019 RO12
- 2019 RP12
- 2019 RQ12
- 2019 RR12
- 2019 RS12
- 2019 RT12
- 2019 RU12
- 2019 RV12
- 2019 RW12
- 2019 RX12
- 2019 RY12
- 2019 RA13
- 2019 RB13
- 2019 RC13
- 2019 RD13
- 2019 RE13
- 2019 RF13
- 2019 RG13
- 2019 RH13
- 2019 RJ13
- 2019 RK13
- 2019 RL13
- 2019 RM13
- 2019 RN13
- 2019 RO13
- 2019 RP13
- 2019 RQ13
- 2019 RR13
- 2019 RS13
- 2019 RT13
- 2019 RU13
- 2019 RV13
- 2019 RW13
- 2019 RX13
- 2019 RZ13
- 2019 RA14
- 2019 RC14
- 2019 RD14
- 2019 RE14
- 2019 RF14
- 2019 RH14
- 2019 RK14
- 2019 RL14
- 2019 RM14
- 2019 RN14
- 2019 RO14
- 2019 RP14
- 2019 RQ14
- 2019 RR14
- 2019 RS14
- 2019 RU14
- 2019 RV14
- 2019 RW14
- 2019 RX14
- 2019 RZ14
- 2019 RD15
- 2019 RE15
- 2019 RF15
- 2019 RG15
- 2019 RH15
- 2019 RJ15
- 2019 RK15
- 2019 RL15
- 2019 RM15
- 2019 RP15
- 2019 RQ15
- 2019 RR15
- 2019 RS15
- 2019 RU15
- 2019 RV15
- 2019 RW15
- 2019 RX15
- 2019 RY15
- 2019 RZ15
- 2019 RB16
- 2019 RC16
- 2019 RE16
- 2019 RG16
- 2019 RH16
- 2019 RJ16
- 2019 RK16
- 2019 RL16
- 2019 RM16
- 2019 RN16
- 2019 RP16
- 2019 RQ16
- 2019 RR16
- 2019 RS16
- 2019 RT16
- 2019 RU16
- 2019 RV16
- 2019 RW16
- 2019 RX16
- 2019 RY16
- 2019 RZ16
- 2019 RA17
- 2019 RB17
- 2019 RC17
- 2019 RE17
- 2019 RF17
- 2019 RG17
- 2019 RH17
- 2019 RJ17
- 2019 RK17
- 2019 RL17
- 2019 RM17
- 2019 RN17
- 2019 RO17
- 2019 RP17
- 2019 RQ17
- 2019 RR17
- 2019 RS17
- 2019 RT17
- 2019 RV17
- 2019 RW17
- 2019 RX17
- 2019 RY17
- 2019 RZ17
- 2019 RA18
- 2019 RC18
- 2019 RD18
- 2019 RE18
- 2019 RF18
- 2019 RG18
- 2019 RH18
- 2019 RJ18
- 2019 RK18
- 2019 RL18
- 2019 RM18
- 2019 RN18
- 2019 RO18
- 2019 RP18
- 2019 RQ18
- 2019 RS18
- 2019 RT18
- 2019 RU18
- 2019 RV18
- 2019 RW18
- 2019 RY18
- 2019 RZ18
- 2019 RA19
- 2019 RB19
- 2019 RC19
- 2019 RD19
- 2019 RE19
- 2019 RF19
- 2019 RG19
- 2019 RH19
- 2019 RL19
- 2019 RM19
- 2019 RN19
- 2019 RO19
- 2019 RP19
- 2019 RR19
- 2019 RS19
- 2019 RT19
- 2019 RU19
- 2019 RV19
- 2019 RW19
- 2019 RX19
- 2019 RY19
- 2019 RZ19
- 2019 RA20
- 2019 RB20
- 2019 RC20
- 2019 RD20
- 2019 RE20
- 2019 RF20
- 2019 RG20
- 2019 RH20
- 2019 RK20
- 2019 RL20
- 2019 RM20
- 2019 RN20
- 2019 RO20
- 2019 RP20
- 2019 RQ20
- 2019 RS20
- 2019 RT20
- 2019 RU20
- 2019 RV20
- 2019 RW20
- 2019 RX20
- 2019 RZ20
- 2019 RB21
- 2019 RC21
- 2019 RD21
- 2019 RE21
- 2019 RF21
- 2019 RG21
- 2019 RH21
- 2019 RJ21
- 2019 RK21
- 2019 RL21
- 2019 RM21
- 2019 RN21
- 2019 RO21
- 2019 RP21
- 2019 RQ21
- 2019 RS21
- 2019 RU21
- 2019 RV21
- 2019 RX21
- 2019 RZ21
- 2019 RA22
- 2019 RB22
- 2019 RD22
- 2019 RE22
- 2019 RF22
- 2019 RG22
- 2019 RJ22
- 2019 RK22
- 2019 RL22
- 2019 RM22
- 2019 RN22
- 2019 RP22
- 2019 RQ22
- 2019 RR22
- 2019 RS22
- 2019 RT22
- 2019 RU22
- 2019 RV22
- 2019 RW22
- 2019 RX22
- 2019 RY22
- 2019 RZ22
- 2019 RA23
- 2019 RB23
- 2019 RC23
- 2019 RD23
- 2019 RE23
- 2019 RF23
- 2019 RG23
- 2019 RH23
- 2019 RJ23
- 2019 RK23
- 2019 RL23
- 2019 RM23
- 2019 RN23
- 2019 RO23
- 2019 RP23
- 2019 RQ23
- 2019 RR23
- 2019 RS23
- 2019 RT23
- 2019 RU23
- 2019 RV23
- 2019 RW23
- 2019 RX23
- 2019 RY23
- 2019 RZ23
- 2019 RA24
- 2019 RC24
- 2019 RE24
- 2019 RF24
- 2019 RG24
- 2019 RH24
- 2019 RJ24
- 2019 RK24
- 2019 RL24
- 2019 RN24
- 2019 RO24
- 2019 RP24
- 2019 RQ24
- 2019 RR24
- 2019 RS24
- 2019 RX24
- 2019 RA25
- 2019 RB25
- 2019 RC25
- 2019 RD25
- 2019 RE25
- 2019 RF25
- 2019 RG25
- 2019 RH25
- 2019 RJ25
- 2019 RK25
- 2019 RM25
- 2019 RN25
- 2019 RP25
- 2019 RQ25
- 2019 RR25
- 2019 RS25
- 2019 RT25
- 2019 RU25
- 2019 RV25
- 2019 RX25
- 2019 RY25
- 2019 RZ25
- 2019 RA26
- 2019 RB26
- 2019 RC26
- 2019 RD26
- 2019 RE26
- 2019 RF26
- 2019 RG26
- 2019 RJ26
- 2019 RL26
- 2019 RM26
- 2019 RN26
- 2019 RO26
- 2019 RQ26
- 2019 RS26
- 2019 RT26
- 2019 RU26
- 2019 RV26
- 2019 RW26
- 2019 RX26
- 2019 RA27
- 2019 RB27
- 2019 RC27
- 2019 RD27
- 2019 RE27
- 2019 RF27
- 2019 RG27
- 2019 RH27
- 2019 RJ27
- 2019 RK27
- 2019 RL27
- 2019 RM27
- 2019 RN27
- 2019 RO27
- 2019 RQ27
- 2019 RR27
- 2019 RS27
- 2019 RT27
- 2019 RU27
- 2019 RV27
- 2019 RW27
- 2019 RX27
- 2019 RY27
- 2019 RZ27
- 2019 RA28
- 2019 RB28
- 2019 RC28
- 2019 RH28
- 2019 RJ28
- 2019 RK28
- 2019 RA29
- 2019 RC29
- 2019 RD29
- 2019 RE29
- 2019 RF29
- 2019 RG29
- 2019 RJ29
- 2019 RL29
- 2019 RM29
- 2019 RN29
- 2019 RO29
- 2019 RP29
- 2019 RQ29
- 2019 RR29
- 2019 RS29
- 2019 RT29
- 2019 RU29
- 2019 RV29
- 2019 RW29
- 2019 RY29
- 2019 RZ29
- 2019 RA30
- 2019 RB30
- 2019 RC30
- 2019 RF30
- 2019 RH30
- 2019 RJ30
- 2019 RK30
- 2019 RL30
- 2019 RN30
- 2019 RP30
- 2019 RQ30
- 2019 RR30
- 2019 RS30
- 2019 RT30
- 2019 RU30
- 2019 RV30
- 2019 RW30
- 2019 RX30
- 2019 RY30
- 2019 RZ30
- 2019 RA31
- 2019 RB31
- 2019 RC31
- 2019 RD31
- 2019 RE31
- 2019 RG31
- 2019 RH31
- 2019 RJ31
- 2019 RK31
- 2019 RL31
- 2019 RM31
- 2019 RN31
- 2019 RO31
- 2019 RP31
- 2019 RQ31
- 2019 RR31
- 2019 RT31
- 2019 RU31
- 2019 RV31
- 2019 RW31
- 2019 RY31
- 2019 RZ31
- 2019 RA32
- 2019 RB32
- 2019 RC32
- 2019 RD32
- 2019 RE32
- 2019 RF32
- 2019 RG32
- 2019 RH32
- 2019 RK32
- 2019 RL32
- 2019 RM32
- 2019 RP32
- 2019 RR32
- 2019 RS32
- 2019 RT32
- 2019 RU32
- 2019 RV32
- 2019 RW32
- 2019 RX32
- 2019 RA33
- 2019 RB33
- 2019 RC33
- 2019 RD33
- 2019 RE33
- 2019 RF33
- 2019 RG33
- 2019 RH33
- 2019 RJ33
- 2019 RN33
- 2019 RO33
- 2019 RP33
- 2019 RR33
- 2019 RS33
- 2019 RT33
- 2019 RU33
- 2019 RV33
- 2019 RW33
- 2019 RX33
- 2019 RY33
- 2019 RZ33
- 2019 RC34
- 2019 RD34
- 2019 RE34
- 2019 RG34
- 2019 RH34
- 2019 RJ34
- 2019 RK34
- 2019 RM34
- 2019 RN34
- 2019 RO34
- 2019 RP34
- 2019 RR34
- 2019 RS34
- 2019 RT34
- 2019 RU34
- 2019 RV34
- 2019 RW34
- 2019 RX34
- 2019 RY34
- 2019 RZ34
- 2019 RA35
- 2019 RB35
- 2019 RC35
- 2019 RD35
- 2019 RE35
- 2019 RF35
- 2019 RG35
- 2019 RH35
- 2019 RJ35
- 2019 RK35
- 2019 RL35
- 2019 RM35
- 2019 RN35
- 2019 RO35
- 2019 RP35
- 2019 RQ35
- 2019 RR35
- 2019 RS35
- 2019 RT35
- 2019 RU35
- 2019 RV35
- 2019 RW35
- 2019 RX35
- 2019 RY35
- 2019 RZ35
- 2019 RA36
- 2019 RB36
- 2019 RC36
- 2019 RD36
- 2019 RE36
- 2019 RF36
- 2019 RG36
- 2019 RH36
- 2019 RJ36
- 2019 RK36
- 2019 RN36
- 2019 RQ36
- 2019 RR36
- 2019 RS36
- 2019 RT36
- 2019 RU36
- 2019 RV36
- 2019 RW36
- 2019 RX36
- 2019 RY36
- 2019 RZ36
- 2019 RA37
- 2019 RB37
- 2019 RC37
- 2019 RD37
- 2019 RE37
- 2019 RF37
- 2019 RG37
- 2019 RJ37
- 2019 RK37
- 2019 RL37
- 2019 RM37
- 2019 RN37
- 2019 RO37
- 2019 RP37
- 2019 RQ37
- 2019 RR37
- 2019 RS37
- 2019 RT37
- 2019 RU37
- 2019 RV37
- 2019 RW37
- 2019 RX37
- 2019 RY37
- 2019 RZ37
- 2019 RA38
- 2019 RC38
- 2019 RD38
- 2019 RE38
- 2019 RF38
- 2019 RG38
- 2019 RH38
- 2019 RJ38
- 2019 RK38
- 2019 RL38
- 2019 RM38
- 2019 RN38
- 2019 RO38
- 2019 RP38
- 2019 RQ38
- 2019 RR38
- 2019 RS38
- 2019 RU38
- 2019 RV38
- 2019 RX38
- 2019 RY38
- 2019 RZ38
- 2019 RA39
- 2019 RB39
- 2019 RC39
- 2019 RD39
- 2019 RE39
- 2019 RF39
- 2019 RG39
- 2019 RH39
- 2019 RJ39
- 2019 RK39
- 2019 RL39
- 2019 RM39
- 2019 RN39
- 2019 RO39
- 2019 RP39
- 2019 RQ39
- 2019 RR39
- 2019 RS39
- 2019 RT39
- 2019 RU39
- 2019 RV39
- 2019 RW39
- 2019 RX39
- 2019 RY39
- 2019 RZ39
- 2019 RA40
- 2019 RB40
- 2019 RC40
- 2019 RD40
- 2019 RE40
- 2019 RF40
- 2019 RG40
- 2019 RJ40
- 2019 RK40
- 2019 RL40
- 2019 RM40
- 2019 RN40
- 2019 RO40
- 2019 RP40
- 2019 RQ40
- 2019 RR40
- 2019 RS40
- 2019 RT40
- 2019 RU40
- 2019 RV40
- 2019 RW40
- 2019 RX40
- 2019 RY40
- 2019 RZ40
- 2019 RA41
- 2019 RB41
- 2019 RC41
- 2019 RD41
- 2019 RE41
- 2019 RF41
- 2019 RG41
- 2019 RH41
- 2019 RJ41
- 2019 RK41
- 2019 RM41
- 2019 RN41
- 2019 RO41
- 2019 RP41
- 2019 RQ41
- 2019 RR41
- 2019 RS41
- 2019 RT41
- 2019 RU41
- 2019 RV41
- 2019 RW41
- 2019 RX41
- 2019 RZ41
- 2019 RB42
- 2019 RC42
- 2019 RD42
- 2019 RE42
- 2019 RF42
- 2019 RG42
- 2019 RH42
- 2019 RJ42
- 2019 RL42
- 2019 RM42
- 2019 RN42
- 2019 RO42
- 2019 RP42
- 2019 RQ42
- 2019 RR42
- 2019 RS42
- 2019 RU42
- 2019 RV42
- 2019 RW42
- 2019 RX42
- 2019 RY42
- 2019 RZ42
- 2019 RA43
- 2019 RB43
- 2019 RC43
- 2019 RD43
- 2019 RF43
- 2019 RG43
- 2019 RH43
- 2019 RJ43
- 2019 RK43
- 2019 RL43
- 2019 RM43
- 2019 RN43
- 2019 RO43
- 2019 RP43
- 2019 RQ43
- 2019 RR43
- 2019 RS43
- 2019 RT43
- 2019 RU43
- 2019 RV43
- 2019 RW43
- 2019 RX43
- 2019 RY43
- 2019 RZ43
- 2019 RA44
- 2019 RB44
- 2019 RC44
- 2019 RD44
- 2019 RE44
- 2019 RF44
- 2019 RG44
- 2019 RH44
- 2019 RJ44
- 2019 RK44
- 2019 RL44
- 2019 RM44
- 2019 RN44
- 2019 RO44
- 2019 RP44
- 2019 RQ44
- 2019 RR44
- 2019 RS44
- 2019 RT44
- 2019 RU44
- 2019 RV44
- 2019 RW44
- 2019 RX44
- 2019 RY44
- 2019 RZ44
- 2019 RA45
- 2019 RB45
- 2019 RC45
- 2019 RD45
- 2019 RE45
- 2019 RF45
- 2019 RG45
- 2019 RH45
- 2019 RJ45
- 2019 RK45
- 2019 RL45
- 2019 RM45
- 2019 RN45
- 2019 RO45
- 2019 RP45
- 2019 RQ45
- 2019 RR45
- 2019 RS45
- 2019 RT45
- 2019 RU45
- 2019 RV45
- 2019 RW45
- 2019 RX45
- 2019 RY45
- 2019 RZ45
- 2019 RA46
- 2019 RB46
- 2019 RC46
- 2019 RD46
- 2019 RE46
- 2019 RF46
- 2019 RG46
- 2019 RH46
- 2019 RJ46
- 2019 RK46
- 2019 RL46
- 2019 RM46
- 2019 RN46
- 2019 RO46
- 2019 RP46
- 2019 RQ46
- 2019 RR46
- 2019 RS46
- 2019 RT46
- 2019 RU46
- 2019 RV46
- 2019 RW46
- 2019 RX46
- 2019 RY46
- 2019 RZ46
- 2019 RA47
- 2019 RB47
- 2019 RC47
- 2019 RD47
- 2019 RE47
- 2019 RF47
- 2019 RG47
- 2019 RH47
- 2019 RK47
- 2019 RL47
- 2019 RM47
- 2019 RN47
- 2019 RO47
- 2019 RP47
- 2019 RQ47
- 2019 RR47
- 2019 RS47
- 2019 RT47
- 2019 RU47
- 2019 RW47
- 2019 RX47
- 2019 RY47
- 2019 RZ47
- 2019 RA48
- 2019 RB48
- 2019 RC48
- 2019 RD48
- 2019 RE48
- 2019 RF48
- 2019 RG48
- 2019 RH48
- 2019 RJ48
- 2019 RK48
- 2019 RL48
- 2019 RM48
- 2019 RO48
- 2019 RP48
- 2019 RR48
- 2019 RU48
- 2019 RV48
- 2019 RX48
- 2019 RZ48
- 2019 RA49
- 2019 RB49
- 2019 RC49
- 2019 RD49
- 2019 RE49
- 2019 RF49
- 2019 RG49
- 2019 RJ49
- 2019 RK49
- 2019 RL49
- 2019 RM49
- 2019 RN49
- 2019 RO49
- 2019 RP49
- 2019 RQ49
- 2019 RR49
- 2019 RS49
- 2019 RT49
- 2019 RU49
- 2019 RW49
- 2019 RX49
- 2019 RY49
- 2019 RZ49
- 2019 RA50
- 2019 RB50
- 2019 RC50
- 2019 RD50
- 2019 RE50
- 2019 RF50
- 2019 RG50
- 2019 RH50
- 2019 RJ50
- 2019 RK50
- 2019 RL50
- 2019 RM50
- 2019 RN50
- 2019 RO50
- 2019 RP50
- 2019 RQ50
- 2019 RR50
- 2019 RS50
- 2019 RT50
- 2019 RU50
- 2019 RV50
- 2019 RW50
- 2019 RX50
- 2019 RY50
- 2019 RZ50
- 2019 RA51
- 2019 RB51
- 2019 RC51
- 2019 RD51
- 2019 RF51
- 2019 RG51
- 2019 RH51
- 2019 RJ51
- 2019 RK51
- 2019 RL51
- 2019 RM51
- 2019 RN51
- 2019 RO51
- 2019 RP51
- 2019 RQ51
- 2019 RR51
- 2019 RS51
- 2019 RT51
- 2019 RU51
- 2019 RV51
- 2019 RW51
- 2019 RX51
- 2019 RY51
- 2019 RZ51
- 2019 RA52
- 2019 RB52
- 2019 RC52
- 2019 RD52
- 2019 RE52
- 2019 RF52
- 2019 RG52
- 2019 RH52
- 2019 RJ52
- 2019 RK52
- 2019 RL52
- 2019 RM52
- 2019 RN52
- 2019 RO52
- 2019 RP52
- 2019 RQ52
- 2019 RR52
- 2019 RS52
- 2019 RT52
- 2019 RU52
- 2019 RV52
- 2019 RW52
- 2019 RX52
- 2019 RY52
- 2019 RZ52
- 2019 RA53
- 2019 RB53
- 2019 RC53
- 2019 RD53
- 2019 RE53
- 2019 RF53
- 2019 RG53
- 2019 RH53
- 2019 RJ53
- 2019 RK53
- 2019 RL53
- 2019 RM53
- 2019 RN53
- 2019 RO53
- 2019 RP53
- 2019 RR53
- 2019 RS53
- 2019 RT53
- 2019 RU53
- 2019 RV53
- 2019 RW53
- 2019 RX53
- 2019 RY53
- 2019 RZ53
- 2019 RA54
- 2019 RB54
- 2019 RC54
- 2019 RD54
- 2019 RE54
- 2019 RF54
- 2019 RG54
- 2019 RH54
- 2019 RJ54
- 2019 RK54
- 2019 RL54
- 2019 RM54
- 2019 RN54
- 2019 RO54
- 2019 RQ54
- 2019 RR54
- 2019 RS54
- 2019 RT54
- 2019 RU54
- 2019 RV54
- 2019 RW54
- 2019 RY54
- 2019 RA55
- 2019 RB55
- 2019 RC55
- 2019 RD55
- 2019 RE55
- 2019 RF55
- 2019 RG55
- 2019 RH55
- 2019 RK55
- 2019 RL55
- 2019 RM55
- 2019 RN55
- 2019 RP55
- 2019 RQ55
- 2019 RR55
- 2019 RS55
- 2019 RT55
- 2019 RU55
- 2019 RV55
- 2019 RX55
- 2019 RY55
- 2019 RZ55
- 2019 RA56
- 2019 RB56
- 2019 RC56
- 2019 RD56
- 2019 RE56
- 2019 RF56
- 2019 RG56
- 2019 RJ56
- 2019 RK56
- 2019 RL56
- 2019 RM56
- 2019 RN56
- 2019 RO56
- 2019 RP56
- 2019 RR56
- 2019 RS56
- 2019 RT56
- 2019 RU56
- 2019 RV56
- 2019 RW56
- 2019 RX56
- 2019 RY56
- 2019 RZ56
- 2019 RA57
- 2019 RB57
- 2019 RC57
- 2019 RD57
- 2019 RE57
- 2019 RG57
- 2019 RH57
- 2019 RJ57
- 2019 RK57
- 2019 RN57
- 2019 RP57
- 2019 RQ57
- 2019 RR57
- 2019 RS57
- 2019 RU57
- 2019 RV57
- 2019 RW57
- 2019 RX57
- 2019 RZ57
- 2019 RA58
- 2019 RB58
- 2019 RC58
- 2019 RD58
- 2019 RE58
- 2019 RF58
- 2019 RG58
- 2019 RJ58
- 2019 RK58
- 2019 RM58
- 2019 RN58
- 2019 RO58
- 2019 RP58
- 2019 RQ58
- 2019 RR58
- 2019 RS58
- 2019 RT58
- 2019 RU58
- 2019 RW58
- 2019 RX58
- 2019 RY58
- 2019 RZ58
- 2019 RA59
- 2019 RB59
- 2019 RD59
- 2019 RE59
- 2019 RF59
- 2019 RG59
- 2019 RH59
- 2019 RJ59
- 2019 RK59
- 2019 RL59
- 2019 RM59
- 2019 RN59
- 2019 RO59
- 2019 RQ59
- 2019 RR59
- 2019 RS59
- 2019 RT59
- 2019 RU59
- 2019 RV59
- 2019 RW59
- 2019 RY59
- 2019 RA60
- 2019 RB60
- 2019 RC60
- 2019 RD60
- 2019 RE60
- 2019 RF60
- 2019 RG60
- 2019 RH60
- 2019 RJ60
- 2019 RK60
- 2019 RL60
- 2019 RM60
- 2019 RN60
- 2019 RO60
- 2019 RP60
- 2019 RQ60
- 2019 RR60
- 2019 RS60
- 2019 RT60
- 2019 RV60
- 2019 RW60
- 2019 RY60
- 2019 RZ60
- 2019 RA61
- 2019 RB61
- 2019 RC61
- 2019 RD61
- 2019 RE61
- 2019 RG61
- 2019 RH61
- 2019 RJ61
- 2019 RK61
- 2019 RL61
- 2019 RM61
- 2019 RN61
- 2019 RO61
- 2019 RP61
- 2019 RQ61
- 2019 RR61
- 2019 RS61
- 2019 RT61
- 2019 RU61
- 2019 RV61
- 2019 RW61
- 2019 RX61
- 2019 RZ61
- 2019 RA62
- 2019 RB62
- 2019 RC62
- 2019 RE62
- 2019 RF62
- 2019 RG62
- 2019 RH62
- 2019 RJ62
- 2019 RK62
- 2019 RL62
- 2019 RM62
- 2019 RN62
- 2019 RP62
- 2019 RR62
- 2019 RS62
- 2019 RT62
- 2019 RU62
- 2019 RV62
- 2019 RW62
- 2019 RX62
- 2019 RA63
- 2019 RB63
- 2019 RC63
- 2019 RD63
- 2019 RF63
- 2019 RH63
- 2019 RJ63
- 2019 RK63
- 2019 RL63
- 2019 RM63
- 2019 RN63
- 2019 RO63
- 2019 RP63
- 2019 RQ63
- 2019 RR63
- 2019 RS63
- 2019 RT63
- 2019 RU63
- 2019 RV63
- 2019 RW63
- 2019 RX63
- 2019 RY63
- 2019 RZ63
- 2019 RA64
- 2019 RB64
- 2019 RC64
- 2019 RD64
- 2019 RE64
- 2019 RF64
- 2019 RG64
- 2019 RH64
- 2019 RJ64
- 2019 RK64
- 2019 RL64
- 2019 RM64
- 2019 RN64
- 2019 RO64
- 2019 RP64
- 2019 RQ64
- 2019 RR64
- 2019 RS64
- 2019 RT64
- 2019 RU64
- 2019 RV64
- 2019 RW64
- 2019 RX64
- 2019 RY64
- 2019 RZ64
- 2019 RA65
- 2019 RB65
- 2019 RC65
- 2019 RD65
- 2019 RE65
- 2019 RF65
- 2019 RG65
- 2019 RJ65
- 2019 RK65
- 2019 RL65
- 2019 RM65
- 2019 RN65
- 2019 RO65
- 2019 RP65
- 2019 RR65
- 2019 RS65
- 2019 RT65
- 2019 RU65
- 2019 RV65
- 2019 RW65
- 2019 RX65
- 2019 RY65
- 2019 RZ65
- 2019 RA66
- 2019 RC66
- 2019 RD66
- 2019 RE66
- 2019 RF66
- 2019 RG66
- 2019 RH66
- 2019 RJ66
- 2019 RK66
- 2019 RL66
- 2019 RM66
- 2019 RN66
- 2019 RO66
- 2019 RP66
- 2019 RQ66
- 2019 RR66
- 2019 RS66
- 2019 RT66
- 2019 RU66
- 2019 RV66
- 2019 RW66
- 2019 RX66
- 2019 RY66
- 2019 RZ66
- 2019 RA67
- 2019 RB67
- 2019 RC67
- 2019 RD67
- 2019 RE67
- 2019 RF67
- 2019 RG67
- 2019 RH67
- 2019 RJ67
- 2019 RK67
- 2019 RL67
- 2019 RM67
- 2019 RN67
- 2019 RO67
- 2019 RP67
- 2019 RS67
- 2019 RT67
- 2019 RU67
- 2019 RV67
- 2019 RW67
- 2019 RX67
- 2019 RY67
- 2019 RZ67
- 2019 RA68
- 2019 RB68
- 2019 RC68
- 2019 RD68
- 2019 RE68
- 2019 RF68
- 2019 RG68
- 2019 RJ68
- 2019 RL68
- 2019 RM68
- 2019 RN68
- 2019 RO68
- 2019 RP68
- 2019 RQ68
- 2019 RR68
- 2019 RS68
- 2019 RT68
- 2019 RU68
- 2019 RV68
- 2019 RW68
- 2019 RX68
- 2019 RY68
- 2019 RZ68
- 2019 RA69
- 2019 RB69
- 2019 RC69
- 2019 RD69
- 2019 RE69
- 2019 RF69
- 2019 RG69
- 2019 RH69
- 2019 RJ69
- 2019 RK69
- 2019 RL69
- 2019 RM69
- 2019 RN69
- 2019 RO69
- 2019 RP69
- 2019 RQ69
- 2019 RR69
- 2019 RS69
- 2019 RT69
- 2019 RU69
- 2019 RV69
- 2019 RW69
- 2019 RX69
- 2019 RY69
- 2019 RZ69
- 2019 RA70
- 2019 RB70
- 2019 RC70
- 2019 RD70
- 2019 RE70
- 2019 RF70
- 2019 RG70
- 2019 RH70
- 2019 RJ70
- 2019 RL70
- 2019 RM70
- 2019 RN70
- 2019 RO70
- 2019 RP70
- 2019 RQ70
- 2019 RR70
- 2019 RS70
- 2019 RT70
- 2019 RU70
- 2019 RV70
- 2019 RW70
- 2019 RX70
- 2019 RY70
- 2019 RZ70
- 2019 RA71
- 2019 RB71
- 2019 RC71
- 2019 RD71
- 2019 RE71
- 2019 RF71
- 2019 RG71
- 2019 RH71
- 2019 RJ71
- 2019 RK71
- 2019 RL71
- 2019 RM71
- 2019 RN71
- 2019 RO71
- 2019 RP71
- 2019 RQ71
- 2019 RR71
- 2019 RS71
- 2019 RT71
- 2019 RU71
- 2019 RV71
- 2019 RW71
- 2019 RX71
- 2019 RY71
- 2019 RZ71
- 2019 RA72
- 2019 RB72
- 2019 RD72
- 2019 RE72
- 2019 RF72
- 2019 RG72
- 2019 RJ72
- 2019 RK72
- 2019 RL72
- 2019 RM72
- 2019 RN72
- 2019 RO72
- 2019 RS72
- 2019 RT72
- 2019 RU72
- 2019 RV72
- 2019 RW72
- 2019 RX72
- 2019 RY72
- 2019 RA73
- 2019 RB73
- 2019 RC73
- 2019 RD73
- 2019 RE73
- 2019 RF73
- 2019 RG73
- 2019 RH73
- 2019 RJ73
- 2019 RK73
- 2019 RL73
- 2019 RM73
- 2019 RN73
- 2019 RO73
- 2019 RQ73
- 2019 RR73
- 2019 RS73
- 2019 RT73
- 2019 RU73
- 2019 RV73
- 2019 RW73
- 2019 RX73
- 2019 RY73
- 2019 RZ73
- 2019 RA74
- 2019 RB74
- 2019 RC74
- 2019 RD74
- 2019 RE74
- 2019 RF74
- 2019 RG74
- 2019 RH74
- 2019 RK74
- 2019 RM74
- 2019 RO74
- 2019 RP74
- 2019 RQ74
- 2019 RR74
- 2019 RS74
- 2019 RT74
- 2019 RU74
- 2019 RV74
- 2019 RW74
- 2019 RX74
- 2019 RY74
- 2019 RZ74
- 2019 RA75
- 2019 RB75
- 2019 RC75
- 2019 RD75
- 2019 RE75
- 2019 RF75
- 2019 RG75
- 2019 RH75
- 2019 RJ75
- 2019 RK75
- 2019 RL75
- 2019 RM75
- 2019 RN75
- 2019 RO75
- 2019 RP75
- 2019 RQ75
- 2019 RR75
- 2019 RS75
- 2019 RT75
- 2019 RU75
- 2019 RV75
- 2019 RW75
- 2019 RX75
- 2019 RY75
- 2019 RZ75
- 2019 RA76
- 2019 RB76
- 2019 RC76
- 2019 RD76
- 2019 RE76
- 2019 RF76
- 2019 RG76
- 2019 RH76
- 2019 RJ76
- 2019 RK76
- 2019 RM76
- 2019 RN76
- 2019 RO76
- 2019 RP76
- 2019 RQ76
- 2019 RR76
- 2019 RU76
- 2019 RV76
- 2019 RW76
- 2019 RX76
- 2019 RY76
- 2019 RZ76
- 2019 RA77
- 2019 RB77
- 2019 RC77
- 2019 RE77
- 2019 RG77
- 2019 RH77
- 2019 RJ77
- 2019 RK77
- 2019 RM77
- 2019 RN77
- 2019 RP77
- 2019 RQ77
- 2019 RR77
- 2019 RS77
- 2019 RT77
- 2019 RU77
- 2019 RV77
- 2019 RW77
- 2019 RX77
- 2019 RY77
- 2019 RA78
- 2019 RB78
- 2019 RC78
- 2019 RD78
- 2019 RE78
- 2019 RF78
- 2019 RG78
- 2019 RJ78
- 2019 RK78
- 2019 RL78
- 2019 RM78
- 2019 RN78
- 2019 RO78
- 2019 RP78
- 2019 RQ78
- 2019 RR78
- 2019 RS78
- 2019 RT78
- 2019 RU78
- 2019 RV78
- 2019 RW78
- 2019 RX78
- 2019 RY78
- 2019 RZ78
- 2019 RB79
- 2019 RC79
- 2019 RE79
- 2019 RF79
- 2019 RJ79
- 2019 RK79
- 2019 RL79
- 2019 RM79
- 2019 RN79
- 2019 RO79
- 2019 RP79
- 2019 RR79
- 2019 RS79
- 2019 RT79
- 2019 RU79
- 2019 RV79
- 2019 RW79
- 2019 RX79
- 2019 RY79
- 2019 RZ79
- 2019 RA80
- 2019 RB80
- 2019 RC80
- 2019 RD80
- 2019 RE80
- 2019 RF80
- 2019 RG80
- 2019 RH80
- 2019 RJ80
- 2019 RK80
- 2019 RL80
- 2019 RM80
- 2019 RN80
- 2019 RO80
- 2019 RP80
- 2019 RQ80
- 2019 RR80
- 2019 RS80
- 2019 RT80
- 2019 RU80
- 2019 RV80
- 2019 RW80
- 2019 RX80
- 2019 RY80
- 2019 RZ80
- 2019 RA81
- 2019 RB81
- 2019 RD81
- 2019 RE81
- 2019 RF81
- 2019 RH81
- 2019 RJ81
- 2019 RK81
- 2019 RL81
- 2019 RM81
- 2019 RN81
- 2019 RO81
- 2019 RP81
- 2019 RQ81
- 2019 RR81
- 2019 RS81
- 2019 RT81
- 2019 RU81
- 2019 RV81
- 2019 RW81
- 2019 RX81
- 2019 RY81
- 2019 RZ81
- 2019 RA82
- 2019 RB82
- 2019 RC82
- 2019 RD82
- 2019 RF82
- 2019 RG82
- 2019 RH82
- 2019 RJ82
- 2019 RL82
- 2019 RM82
- 2019 RN82
- 2019 RO82
- 2019 RP82
- 2019 RQ82
- 2019 RR82
- 2019 RS82
- 2019 RT82
- 2019 RU82
- 2019 RV82
- 2019 RW82
- 2019 RX82
- 2019 RY82
- 2019 RZ82
- 2019 RA83
- 2019 RB83
- 2019 RC83
- 2019 RD83
- 2019 RE83
- 2019 RF83
- 2019 RG83
- 2019 RH83
- 2019 RK83
- 2019 RL83
- 2019 RM83
- 2019 RN83
- 2019 RP83
- 2019 RQ83
- 2019 RR83
- 2019 RS83
- 2019 RT83
- 2019 RU83
- 2019 RV83
- 2019 RW83
- 2019 RX83
- 2019 RY83
- 2019 RZ83
- 2019 RB84
- 2019 RC84
- 2019 RD84
- 2019 RE84
- 2019 RG84
- 2019 RK84
- 2019 RL84
- 2019 RM84
- 2019 RN84
- 2019 RO84
- 2019 RP84
- 2019 RQ84
- 2019 RR84
- 2019 RS84
- 2019 RT84
- 2019 RU84
- 2019 RV84
- 2019 RW84
- 2019 RX84
- 2019 RY84
- 2019 RZ84
- 2019 RA85
- 2019 RB85
- 2019 RC85
- 2019 RD85
- 2019 RE85
- 2019 RF85
- 2019 RG85
- 2019 RH85
- 2019 RJ85
- 2019 RK85
- 2019 RL85
- 2019 RM85
- 2019 RN85
- 2019 RP85
- 2019 RQ85
- 2019 RS85
- 2019 RU85
- 2019 RV85
- 2019 RW85
- 2019 RX85
- 2019 RY85
- 2019 RZ85
- 2019 RA86
- 2019 RB86
- 2019 RC86
- 2019 RD86
- 2019 RE86
- 2019 RF86
- 2019 RG86
- 2019 RH86
- 2019 RJ86
- 2019 RK86
- 2019 RL86
- 2019 RM86
- 2019 RN86
- 2019 RO86
- 2019 RP86
- 2019 RQ86
- 2019 RR86
- 2019 RS86
- 2019 RT86
- 2019 RU86
- 2019 RV86
- 2019 RW86
- 2019 RX86
- 2019 RY86
- 2019 RZ86
- 2019 RA87
- 2019 RB87
- 2019 RC87
- 2019 RD87
- 2019 RE87
- 2019 RF87
- 2019 RG87
- 2019 RH87
- 2019 RJ87
- 2019 RK87
- 2019 RL87
- 2019 RM87
- 2019 RO87
- 2019 RP87
- 2019 RQ87
- 2019 RR87
- 2019 RS87
- 2019 RT87
- 2019 RU87
- 2019 RV87
- 2019 RW87
- 2019 RX87
- 2019 RY87
- 2019 RZ87
- 2019 RA88
- 2019 RB88
- 2019 RC88
- 2019 RD88
- 2019 RE88
- 2019 RF88
- 2019 RG88
- 2019 RH88
- 2019 RJ88
- 2019 RK88
- 2019 RL88
- 2019 RM88
- 2019 RN88
- 2019 RO88
- 2019 RP88
- 2019 RQ88
- 2019 RR88
- 2019 RT88
- 2019 RU88
- 2019 RV88
- 2019 RW88
- 2019 RX88
- 2019 RY88
- 2019 RZ88
- 2019 RA89
- 2019 RB89
- 2019 RC89
- 2019 RD89
- 2019 RE89
- 2019 RF89
- 2019 RG89
- 2019 RH89
- 2019 RJ89
- 2019 RK89
- 2019 RL89
- 2019 RM89
- 2019 RN89
- 2019 RO89
- 2019 RP89
- 2019 RQ89
- 2019 RR89
- 2019 RS89
- 2019 RT89
- 2019 RV89
- 2019 RW89
- 2019 RX89
- 2019 RY89
- 2019 RZ89
- 2019 RA90
- 2019 RB90
- 2019 RC90
- 2019 RD90
- 2019 RE90
- 2019 RF90
- 2019 RG90
- 2019 RH90
- 2019 RJ90
- 2019 RK90
- 2019 RL90
- 2019 RM90
- 2019 RN90
- 2019 RO90
- 2019 RP90
- 2019 RQ90
- 2019 RR90
- 2019 RS90
- 2019 RT90
- 2019 RV90
- 2019 RW90
- 2019 RX90
- 2019 RY90
- 2019 RZ90
- 2019 RB91
- 2019 RC91
- 2019 RD91
- 2019 RE91
- 2019 RF91
- 2019 RJ91
- 2019 RK91
- 2019 RL91
- 2019 RM91
- 2019 RN91
- 2019 RO91
- 2019 RP91
- 2019 RQ91
- 2019 RR91
- 2019 RS91
- 2019 RT91
- 2019 RU91
- 2019 RV91
- 2019 RW91
- 2019 RX91
- 2019 RY91
- 2019 RZ91
- 2019 RA92
- 2019 RB92
- 2019 RC92
- 2019 RD92
- 2019 RE92
- 2019 RF92
- 2019 RG92
- 2019 RH92
- 2019 RJ92
- 2019 RK92
- 2019 RL92
- 2019 RM92
- 2019 RN92
- 2019 RO92
- 2019 RP92
- 2019 RQ92
- 2019 RR92
- 2019 RS92
- 2019 RT92
- 2019 RU92
- 2019 RV92
- 2019 RW92
- 2019 RX92
- 2019 RZ92
- 2019 RA93
- 2019 RB93
- 2019 RC93
- 2019 RD93
- 2019 RE93
- 2019 RF93
- 2019 RG93
- 2019 RH93
- 2019 RJ93
- 2019 RK93
- 2019 RL93
- 2019 RM93
- 2019 RN93
- 2019 RO93
- 2019 RP93
- 2019 RQ93
- 2019 RR93
- 2019 RS93
- 2019 RT93
- 2019 RU93
- 2019 RV93
- 2019 RW93
- 2019 RX93
- 2019 RY93
- 2019 RZ93
- 2019 RA94
- 2019 RB94
- 2019 RC94
- 2019 RD94
- 2019 RE94
- 2019 RF94
- 2019 RG94
- 2019 RH94
- 2019 RJ94
- 2019 RK94
- 2019 RL94
- 2019 RM94
- 2019 RN94
- 2019 RO94
- 2019 RP94
- 2019 RQ94
- 2019 RR94
- 2019 RS94
- 2019 RT94
- 2019 RU94
- 2019 RV94
- 2019 RW94
- 2019 RX94
- 2019 RY94
- 2019 RZ94
- 2019 RA95
- 2019 RB95
- 2019 RC95
- 2019 RD95
- 2019 RE95
- 2019 RF95
- 2019 RG95
- 2019 RH95
- 2019 RJ95
- 2019 RK95
- 2019 RL95
- 2019 RM95
- 2019 RN95
- 2019 RO95
- 2019 RP95
- 2019 RQ95
- 2019 RR95
- 2019 RS95
- 2019 RT95
- 2019 RU95
- 2019 RV95
- 2019 RW95
- 2019 RX95
- 2019 RY95
- 2019 RZ95
- 2019 RA96
- 2019 RB96
- 2019 RC96
- 2019 RD96
- 2019 RE96
- 2019 RF96
- 2019 RG96
- 2019 RH96
- 2019 RJ96
- 2019 RK96
- 2019 RL96
- 2019 RM96
- 2019 RN96
- 2019 RO96
- 2019 RP96
- 2019 RQ96
- 2019 RR96
- 2019 RS96
- 2019 RT96
- 2019 RU96
- 2019 RV96
- 2019 RW96
- 2019 RX96
- 2019 RY96
- 2019 RZ96
- 2019 RA97
- 2019 RB97
- 2019 RC97
- 2019 RD97
- 2019 RE97
- 2019 RF97
- 2019 RG97
- 2019 RH97
- 2019 RJ97
- 2019 RK97
- 2019 RL97
- 2019 RM97
- 2019 RN97
- 2019 RO97
- 2019 RP97
- 2019 RQ97
- 2019 RR97
- 2019 RS97
- 2019 RT97
- 2019 RU97
- 2019 RV97
- 2019 RW97
- 2019 RX97
- 2019 RY97
- 2019 RZ97
- 2019 RA98
- 2019 RB98
- 2019 RC98
- 2019 RD98
- 2019 RE98
- 2019 RF98
- 2019 RG98
- 2019 RH98
- 2019 RK98
- 2019 RL98
- 2019 RM98
- 2019 RN98
- 2019 RO98
- 2019 RP98
- 2019 RQ98
- 2019 RR98
- 2019 RS98
- 2019 RT98
- 2019 RU98
- 2019 RV98
- 2019 RW98
- 2019 RX98
- 2019 RY98
- 2019 RZ98
- 2019 RA99
- 2019 RB99
- 2019 RC99
- 2019 RD99
- 2019 RE99
- 2019 RF99
- 2019 RG99
- 2019 RH99
- 2019 RJ99
- 2019 RK99
- 2019 RL99
- 2019 RM99
- 2019 RN99
- 2019 RO99
- 2019 RP99
- 2019 RQ99
- 2019 RR99
- 2019 RS99
- 2019 RT99
- 2019 RU99
- 2019 RV99
- 2019 RW99
- 2019 RX99
- 2019 RY99
- 2019 RZ99
- 2019 RA100
- 2019 RB100
- 2019 RC100
- 2019 RD100
- 2019 RE100
- 2019 RF100
- 2019 RG100
- 2019 RH100
- 2019 RJ100
- 2019 RK100
- 2019 RL100
- 2019 RM100
- 2019 RN100
- 2019 RO100
- 2019 RP100
- 2019 RQ100
- 2019 RR100
- 2019 RS100
- 2019 RT100
- 2019 RU100
- 2019 RV100
- 2019 RW100
- 2019 RX100
- 2019 RY100
- 2019 RZ100
- 2019 RA101
- 2019 RB101
- 2019 RC101
- 2019 RD101
- 2019 RE101
- 2019 RF101
- 2019 RG101
- 2019 RH101
- 2019 RJ101
- 2019 RK101
- 2019 RL101
- 2019 RM101
- 2019 RN101
- 2019 RO101
- 2019 RP101
- 2019 RQ101
- 2019 RR101
- 2019 RS101
- 2019 RT101
- 2019 RU101
- 2019 RV101
- 2019 RW101
- 2019 RX101
- 2019 RY101
- 2019 RZ101
- 2019 RA102
- 2019 RB102
- 2019 RC102
- 2019 RD102
- 2019 RE102
- 2019 RF102
- 2019 RG102
- 2019 RH102
- 2019 RJ102
- 2019 RK102
- 2019 RL102
- 2019 RM102
- 2019 RN102
- 2019 RO102
- 2019 RP102
- 2019 RQ102
- 2019 RR102
- 2019 RS102
- 2019 RT102
- 2019 RU102
- 2019 RV102
- 2019 RW102
- 2019 RX102
- 2019 RY102
- 2019 RZ102
- 2019 RA103
- 2019 RB103
- 2019 RC103
- 2019 RD103
- 2019 RE103
- 2019 RF103
- 2019 RG103
- 2019 RH103
- 2019 RJ103
- 2019 RK103
- 2019 RL103
- 2019 RM103
- 2019 RN103
- 2019 RO103
- 2019 RP103
- 2019 RQ103
- 2019 RR103
- 2019 RS103
- 2019 RT103
- 2019 RU103
- 2019 RV103
- 2019 RW103
- 2019 RX103
- 2019 RY103
- 2019 RZ103
- 2019 RA104
- 2019 RB104
- 2019 RC104
- 2019 RD104
- 2019 RE104
- 2019 RF104
- 2019 RG104
- 2019 RH104
- 2019 RJ104
- 2019 RK104
- 2019 RL104
- 2019 RM104
- 2019 RN104
- 2019 RO104
- 2019 RP104
- 2019 RQ104
- 2019 RR104
- 2019 RS104
- 2019 RV104
- 2019 RW104
- 2019 RX104
- 2019 RY104
- 2019 RZ104
- 2019 RA105
- 2019 RB105
- 2019 RC105
- 2019 RD105
- 2019 RE105
- 2019 RF105
- 2019 RG105
- 2019 RH105
- 2019 RJ105
- 2019 RK105
- 2019 RL105
- 2019 RM105
- 2019 RN105
- 2019 RO105
- 2019 RP105
- 2019 RQ105
- 2019 RR105
- 2019 RS105
- 2019 RT105
- 2019 RU105
- 2019 RV105
- 2019 RW105
- 2019 RX105
- 2019 RY105
- 2019 RZ105
- 2019 RA106
- 2019 RB106
- 2019 RC106
- 2019 RD106
- 2019 RE106
- 2019 RF106
- 2019 RG106
- 2019 RH106
- 2019 RJ106
- 2019 RK106
- 2019 RL106
- 2019 RM106
- 2019 RN106
- 2019 RO106
- 2019 RP106
- 2019 RQ106
- 2019 RR106
- 2019 RS106
- 2019 RT106
- 2019 RU106
- 2019 RV106
- 2019 RW106
- 2019 RX106
- 2019 RY106
- 2019 RZ106
- 2019 RA107
- 2019 RB107
- 2019 RC107
- 2019 RD107
- 2019 RE107
- 2019 RF107
- 2019 RG107
- 2019 RH107
- 2019 RJ107
- 2019 RK107
- 2019 RL107
- 2019 RM107
- 2019 RN107
- 2019 RO107
- 2019 RP107
- 2019 RQ107
- 2019 RR107
- 2019 RS107
- 2019 RT107
- 2019 RU107
- 2019 RV107
- 2019 RX107
- 2019 RY107
- 2019 RZ107
- 2019 RA108
- 2019 RB108
- 2019 RC108
- 2019 RD108
- 2019 RE108
- 2019 RF108
- 2019 RG108
- 2019 RH108
- 2019 RJ108
- 2019 RK108
- 2019 RL108
- 2019 RM108
- 2019 RN108
- 2019 RO108
- 2019 RP108
- 2019 RR108
- 2019 RS108
- 2019 RT108
- 2019 RU108
- 2019 RV108
- 2019 RW108
- 2019 RX108
- 2019 RY108
- 2019 RZ108
- 2019 RA109
- 2019 RB109
- 2019 RC109
- 2019 RD109
- 2019 RE109
- 2019 RF109
- 2019 RG109
- 2019 RH109
- 2019 RJ109
- 2019 RK109
- 2019 RL109
- 2019 RM109
- 2019 RN109
- 2019 RO109
- 2019 RP109
- 2019 RQ109
- 2019 RR109
- 2019 RS109
- 2019 RT109
- 2019 RU109
- 2019 RV109
- 2019 RW109
- 2019 RX109
- 2019 RY109
- 2019 RZ109
- 2019 RA110
- 2019 RB110
- 2019 RC110
- 2019 RD110
- 2019 RE110
- 2019 RF110
- 2019 RG110
- 2019 RH110
- 2019 RJ110
- 2019 RK110
- 2019 RL110
- 2019 RM110
- 2019 RN110
- 2019 RO110
- 2019 RP110
- 2019 RR110
- 2019 RS110
- 2019 RT110
- 2019 RU110
- 2019 RV110
- 2019 RW110
- 2019 RX110
- 2019 RY110
- 2019 RZ110
- 2019 RA111
- 2019 RB111
- 2019 RC111
- 2019 RD111
- 2019 RE111
- 2019 RF111
- 2019 RG111
- 2019 RH111
- 2019 RJ111
- 2019 RK111
- 2019 RL111
- 2019 RM111
- 2019 RN111
- 2019 RO111
- 2019 RP111
- 2019 RQ111
- 2019 RR111
- 2019 RS111
- 2019 RT111
- 2019 RU111
- 2019 RV111
- 2019 RW111
- 2019 RX111
- 2019 RY111
- 2019 RZ111
- 2019 RA112
- 2019 RB112
- 2019 RC112
- 2019 RD112
- 2019 RE112
- 2019 RF112
- 2019 RG112
- 2019 RH112
- 2019 RJ112
- 2019 RK112
- 2019 RL112
- 2019 RM112
- 2019 RN112
- 2019 RO112
- 2019 RP112
- 2019 RQ112
- 2019 RR112
- 2019 RS112
- 2019 RT112
- 2019 RU112
- 2019 RV112
- 2019 RW112
- 2019 RX112
- 2019 RZ112
- 2019 RA113
- 2019 RB113
- 2019 RC113
- 2019 RD113
- 2019 RE113
- 2019 RG113
- 2019 RH113
- 2019 RJ113
- 2019 RK113
- 2019 RL113
- 2019 RM113
- 2019 RN113
- 2019 RO113
- 2019 RP113
- 2019 RQ113
- 2019 RR113
- 2019 RS113
- 2019 RT113
- 2019 RU113
- 2019 RV113
- 2019 RW113
- 2019 RX113
- 2019 RY113
- 2019 RZ113
- 2019 RA114
- 2019 RB114
- 2019 RC114
- 2019 RD114
- 2019 RE114
- 2019 RF114
- 2019 RG114
- 2019 RH114
- 2019 RJ114
- 2019 RK114
- 2019 RL114
- 2019 RM114
- 2019 RN114
- 2019 RO114
- 2019 RP114
- 2019 RQ114
- 2019 RR114
- 2019 RS114
- 2019 RT114
- 2019 RU114
- 2019 RV114
- 2019 RW114
- 2019 RX114
- 2019 RY114
- 2019 RZ114
- 2019 RA115
- 2019 RB115
- 2019 RC115
- 2019 RD115
- 2019 RE115
- 2019 RF115
- 2019 RG115
- 2019 RH115
- 2019 RJ115
- 2019 RK115
- 2019 RL115
- 2019 RM115
- 2019 RN115
- 2019 RO115
- 2019 RP115
- 2019 RQ115
- 2019 RR115
- 2019 RS115
- 2019 RT115
- 2019 RU115
- 2019 RV115
- 2019 RW115
- 2019 RX115
- 2019 RY115
- 2019 RZ115
- 2019 RA116
- 2019 RB116
- 2019 RC116
- 2019 RD116
- 2019 RE116
- 2019 RF116
- 2019 RG116
- 2019 RH116
- 2019 RJ116
- 2019 RK116
- 2019 RL116
- 2019 RM116
- 2019 RN116
- 2019 RO116
- 2019 RP116
- 2019 RQ116
- 2019 RR116
- 2019 RS116
- 2019 RT116
- 2019 RU116
- 2019 RV116
- 2019 RW116
- 2019 RX116
- 2019 RY116
- 2019 RZ116
- 2019 RA117
- 2019 RB117
- 2019 RC117
- 2019 RD117
- 2019 RE117
- 2019 RF117
- 2019 RG117
- 2019 RH117
- 2019 RJ117
- 2019 RK117
- 2019 RL117
- 2019 RN117
- 2019 RO117
- 2019 RP117
- 2019 RQ117
- 2019 RR117
- 2019 RS117
- 2019 RT117
- 2019 RU117
- 2019 RV117
- 2019 RW117
- 2019 RX117
- 2019 RY117
- 2019 RZ117
- 2019 RA118
- 2019 RB118
- 2019 RC118
- 2019 RD118
- 2019 RE118
- 2019 RF118
- 2019 RG118
- 2019 RH118
- 2019 RJ118
- 2019 RK118
- 2019 RM118
- 2019 RN118
- 2019 RO118
- 2019 RP118
- 2019 RQ118
- 2019 RR118
- 2019 RU118
- 2019 RV118
- 2019 RW118
- 2019 RX118
- 2019 RY118
- 2019 RZ118
- 2019 RA119
- 2019 RB119
- 2019 RC119
- 2019 RD119
- 2019 RE119
- 2019 RF119
- 2019 RG119
- 2019 RH119
- 2019 RJ119
- 2019 RK119
- 2019 RM119
- 2019 RN119
- 2019 RO119
- 2019 RP119
- 2019 RQ119
- 2019 RR119
- 2019 RS119
- 2019 RT119
- 2019 RU119
- 2019 RV119
- 2019 RW119
- 2019 RX119
- 2019 RY119
- 2019 RZ119
- 2019 RA120
- 2019 RB120
- 2019 RC120
- 2019 RD120
- 2019 RE120
- 2019 RF120
- 2019 RG120
- 2019 RH120
- 2019 RJ120
- 2019 RK120
- 2019 RL120
- 2019 RM120
- 2019 RN120
- 2019 RP120
- 2019 RQ120
- 2019 RR120
- 2019 RS120
- 2019 RT120
- 2019 RU120
- 2019 RV120
- 2019 RW120
- 2019 RX120
- 2019 RY120
- 2019 RZ120
- 2019 RA121
- 2019 RB121
- 2019 RC121
- 2019 RD121
- 2019 RF121
- 2019 RG121
- 2019 RH121
- 2019 RJ121
- 2019 RK121
- 2019 RL121
- 2019 RM121
- 2019 RN121
- 2019 RP121
- 2019 RQ121
- 2019 RR121
- 2019 RS121
- 2019 RT121
- 2019 RU121
- 2019 RV121
- 2019 RW121
- 2019 RX121
- 2019 RY121
- 2019 RZ121
- 2019 RA122
- 2019 RB122
- 2019 RD122
- 2019 RE122
- 2019 RF122
- 2019 RG122
- 2019 RH122
- 2019 RJ122
- 2019 RK122
- 2019 RL122
- 2019 RM122
- 2019 RN122
- 2019 RO122
- 2019 RP122